# Arikapú jezik
Arikapú jezik (aricapú, maxubí; ISO 639-3: ark), jezik Arikapú Indijanaca iz brazilske države Rondônia s gornjih voda Rio Branca, desne pritoke Guaporé. Etnički su možda porijeklom od starih Maxubí Indijanaca koje je opisao P. H. Fawcett.
Danas je gotovo izumro (6 govornika; 1998 SIL). pripada jezičnoj porodici yabuti, velika porodica Macro-Ge
| a | ä | b | d | dj | e | h | i | ï | k | ’ | m | n | o | p | r | t | tx | u | ü | y | w |

## Vanjske poveznice
- Ethnologue (14th)
- Ethnologue (15th)